# 村上ひかり幼稚園
村上ひかり幼稚園（むらかみひかりようちえん）は、千葉県八千代市村上にある私立幼稚園。

## 概要
通称「ひかり幼稚園」。キリスト教の教えを元にしているが具体的な宗教色は薄く、子どもを外でのびのび遊ばせる、としている幼稚園である。絵画教育・四季折々の行事に力を入れている他、園長が大型バスを運転して度々子どもたちを遠足に連れて行く。苺つみ・大根掘り・芋掘りなどの農園への遠足も多い。

## 沿革
村上団地の造成に伴い幼稚園用地が確保され、そこに廣見宣夫・とよ子先生夫妻により2年制の幼稚園として設立された。その後、2015年に3年制の幼稚園となった。

## 園の行事
- 4月 入園式　泉自然公園親子遠足
- 5月 年長組:大根掘り遠足
- 5月-6月 学年毎に春の参観日
- 6月 年長組:サンシャイン遠足
- 7月 年中組:CACプール,年長組:九十九里遠足,ラジオ体操
- 8月 年長組:筑波山お泊り会
- 9月 運動会
- 10月 年中年長組:ペアのお芋掘り遠足
- 11月 作品展,年長組:国立科学博物館遠足、学年毎の父親参観日
- 12月 クリスマス会(聖誕劇)、お餅つき
- 1月 次年度就園児:1日入園
- 2月 節分(豆まき)、ひなまつり会
- 2〜3月 年長組:成田山お別れ遠足
- 3月 卒業式、年中組:遠足、卒業生:同窓会「ひかり会」

## 交通
- 東葉高速鉄道村上駅より徒歩5分
- 京成電鉄本線勝田台駅より徒歩25分
- 東洋バス勝田台駅南口発・米本団地線　バス停「市営住宅前」より徒歩6分
- 東洋バス勝田台駅北口発・村上団地線　バス停「村上団地第四」より徒歩4分
- 京成電鉄本線ユーカリが丘駅方面、東葉高速鉄道八千代中央駅方面に通園バスを運行している。